# 알리체 오를로브슈키
알리체 오를로브슈키(독일어: Alice Orlowski, 1903년 9월 30일 ~ 1976년)는 제2차 세계 대전 동안 점령된 폴란드에 있는 나치 독일 수용소의 독일인 포로수용소 경비원이었다. 전쟁이 끝난 후, 오를로브슈키는 전쟁범죄로 유죄 판결을 받았다.

## 전쟁 기간
1903년 베를린에서 태어난 알리체 오를로브슈키는 1941년 독일 라벤스브뤼크 강제 수용소에서 경비원으로 훈련을 받기 시작했다. 1942년 10월, 그녀는 루블린 근처의 마자네크 수용소에 게시될 슈츠타펠 아우프세헤린 중 한 명으로 선정되었는데, 폴란드를 점령한 곳에서는 헤르미네 브라운슈타이너와 함께 가장 잔인한 감독자 중 두 명으로 꼽혔다. 그들은 정기적으로 가스실로 향하는 여성들을 트럭에 실었다. 아이를 남겨두면 두 사람은 짐짝처럼 어른들 위에다 내던지고, 문을 빗장을 걸어 잠그곤 했다. 오를로브슈키는 종종 새로운 여성 수송수단의 도착을 기다렸다. 그리고 나서 그녀는 죄수들을 채찍질하곤 했는데, 특히 눈에 거슬렸다. 오를로브슈키는 마자네크에서 분류창고의 코만도프뤼헤린(업무상세감독) 계급으로 승진했다.
알리체 오를로브슈키가 100명 이상의 여성들을 감독하면서, 그들은 사망한 죄수들로부터 빼앗은 물건들(시계, 털, 코트, 금, 보석류, 돈, 장난감, 안경 등)을 분류했다. 수용소를 연합군에게 빼앗기자 독일인들은 오를로브슈키를 나치 점령 폴란드 크라쿠프 근처의 악명 높은 크라쿠프 프와스조프 수용소로 보냈다.  플라쇼 크라쿠프 수용소에서 오를로브슈키는 캠프 스트리트(라거 스트라세)의 작업을 담당했으며, 악랄한 성격으로 잘 알려져 있었다.
1945년 1월 초, 오를로브슈키는 아우슈비츠-비르케나우 죽음의 행진에 게재된 친위대 여성들 중 하나였으며, 이전에 잔인하고 가학적인 것으로 여겨졌던 그녀의 행동이 더 인간적이 된 것은 이 시기였는데, 1945년 1월 중순 아우슈비츠에서 로슬라우까지 죽음의 행군에서 오를로브슈키가 수용자들에게 위안을 주었고, 심지어 바깥 땅바닥에서 그들과 나란히 잠을 잤다. 그녀는 목이 마른 사람들에게도 물을 가져다 주었다. 그녀의 태도가 왜 바뀌었는지 알 수 없지만 전쟁이 거의 끝났음을 감지하고 곧 전범으로 재판을 받게 될 것이라는 것을 알았을 거라는 추측도 나온다.

## 종전 이후
1945년 5월 전쟁이 끝난 후 오를로브슈키는 소련군에게 붙잡혀 폴란드로 송환되어 전쟁범죄로 재판을 받게 되었다. 무기징역을 선고받았으나 10년 복역하고 1957년 석방됐다. 1975년, 서독은 오를로브슈키를 추적하여 제3회 마자네크 재판에 회부하였다.
오를로브슈키는 73세의 나이로 1976년에 사망하였다.